# Caurel (Côtes-d'Armor)
 Caurel  (en bretón Kaorel) es una población y comuna francesa, situada en la región de Bretaña, departamento de Côtes-d'Armor, en el distrito de Guingamp y cantón de Mûr-de-Bretagne.

## Demografía
| 526 | 434 | 358 | 376 | 384 | 387 |
| Para los censos de 1962 a 1999 la población legal corresponde a la población sin duplicidades (Fuente: INSEE [Consultar]) |     |     |     |     |     |